# Stingray CMusic
Stingray CMusic este un canal de televiziune britanic dedicat videoclipurilor muzicale clasice și coloanelor sonore, deținut în prezent de Stingray Digital în Canada.
C din numele canalului reprezintă genurile listei de redare a canalului care acoperă muzică clasică (de ex. Beethoven), muzică crossover (de ex. Il Divo) și muzică de cinema (coloane sonore originale de film de ex. John Williams).